# Tous les mêmes
«Tous les mêmes» — пісня бельгійського співака Stromae, випущена 23 вересня 2013 року. Пісня посіла перше місце в музичних чартах Бельгії та Франції.

## Музичне відео
Музичне відео, зняте Генрі Шолфілдом, було опубліковано на YouTube 18 грудня 2013 року. У відео Stromae частково одягнений як жінка. Трек показує життя жінки Stromae, яка роздратована ставленням чоловіків і тим, що вони роблять. Протягом усього відео Stromae зображує різні стереотипні зауваження, які жінки роблять про чоловіків, у супроводі невербальних сигналів, які роблять інші герої відео. Світлові ефекти у відео (зелене світло для чоловічої сторони, рожеве світло для жіночої сторони) допомагають інтерпретації пісні. Станом на листопад 2022 року відео переглянули понад 364 мільйони разів.

## Чарти
| Чарт (2013–14)                    | Пікова позиція |
| --------------------------------- | -------------- |
| Бельгія (Ultratop Flanders)       | 4              |
| Belgium (Ultratop Flanders Urban) | 2              |
| Бельгія (Ultratop Wallonia)       | 1              |
| СНД (Tophit)                      | 9              |
| Чехія (IFPI)                      | 45             |
| Чехія (Singles Digitál Top 100)   | 88             |
| Данія (Tracklisten)               | 10             |
| Франція (SNEP)                    | 1              |
| Угорщина (Single Top 40)          | 19             |
| Італія (FIMI)                     | 5              |
| Нідерланди (Dutch Top 40)         | 22             |
| Нідерланди (Mega Single Top 100)  | 29             |
| Russia (NFPP)                     | 7              |
| Швейцарія (Media Control AG)      | 27             |

| Чарт (2013)                  | Позиція |
| ---------------------------- | ------- |
| Belgium (Ultratop Flanders)  | 94      |
| Belgium (Ultratop Wallonia)  | 50      |
| France (SNEP)                | 40      |
| Чарт (2014)                  | Позиція |
| Belgium (Ultratop Flanders)  | 51      |
| Belgium (Ultratop Wallonia)  | 24      |
| France (SNEP)                | 32      |
| Italy (FIMI)                 | 28      |
| Netherlands (Dutch Top 40)   | 90      |
| Netherlands (Single Top 100) | 95      |
| Russia Airplay (Tophit)      | 117     |
| Ukraine Airplay (Tophit)     | 71      |

## Сертифікації
| Регіон                                                                                                  | Сертифікація  | Продажі |
| --- | ------------- | ------- |
| Австрія (IFPI Austria)                                                                                  | Золотий       | 15 000* |
| Бельгія (BEA)                                                                                           | Платиновий    | 30 000* |
| Франція (SNEP)                                                                                          | Платиновий    | 192,000 |
| Італія (FIMI)                                                                                           | 2× Платиновий | 60 000* |
| Данія (IFPI Denmark)                                                                                    | Золотий       | 15 000^ |
| *продажі, що базуються лише на сертифікаціях · лише прослуховування, що базуються лише на сертифікаціях |               |         |

## Кавер-версії
Співачка Анджеліна виконала пісню під час фіналу сезону 2017 Voice Kids France, який вона виграла.